# جيم لايتون
جايمس لايتون (بالإنجليزية: Jim Leighton)‏، من مواليد 24 يوليو 1958 في جونستون في اسكتلندا، لاعب كرة قدم اسكتلندي سابق.
بدأ مسيرته الكروية مع نادي أبردين في عام 1978، ولعب معهم حتى عام 1988، وشارك معهم في 300 مباراة، وفي عام 1988 انتقل إلى نادي مانشستر يونايتد الإنجليزي، ولعب معهم حتى عام 1991، وشارك معهم في 73 مباراة، وفي عام 1991 أعير إلى نادي ريدينغ، وشارك معهم في 8 مباريات، وفي عام 1991 انتقل إلى نادي دندي، ولعب معهم حتى عام 1993، وشارك معهم في 21 مباراة، وفي عام 1993 انتقل إلى نادي هيبرنيان، ولعب معهم حتى عام 1997، وشارك معهم في 151 مباراة، وفي عام 1997 انتقل إلى نادي أبردين، ولعب معهم حتى عام 2000، وشارك معهم في 82 مباراة.
و قد لعب مع منتخب اسكتلندا لكرة القدم منذ عام 1983 وحتى عام 1998، وشارك معهم في 91 مباراة.

## مسيرته الكروية
لعب جيم لايتون خلال مسيرته الاحترافية مع 7 أندية في أربعة وعشرون موسمًا ولم يسجل خلالها أي هدف ضمن 635 مباراة. حيث فاز في خمسة مواسم بالكأس وفي أربعة مواسم بالدوري.
خاض جيم لايتون مسيرته مع نادي أبردين في موسم 1978–79 في المرة الأولى ليلعب معه عشرة مواسم ثم في موسم 1997–98 واستمر معه طيلة ثلاثة مواسم، مشاركًا طوالها في 382 مباراة ولم يسجل أي هدف. ثم انتقل إلى نادي مانشستر يونايتد في موسم 1988–89 ولمدة موسمين، حيث شارك في 73 مباراة ولم يسجل أي هدف أيضًا. لينتقل بعدها إلى نادي أرسنال في موسم 1990–91 لمدة موسم واحد، لم يشارك في أي مباراة ولم يسجل أي هدف أيضًا. ثم انتقل إلى نادي دندي في موسم 1991–92 ولمدة موسمين، مشاركًا في 21 مباراة ولم يسجل أي هدف أيضًا. هذا وانتقل لاحقًا إلى نادي شيفيلد يونايتد في موسم 1992–93 لمدة موسم واحد، لم يشارك في أي مباراة ولم يسجل أي هدف أيضًا. ثم انتقل بعدها إلى نادي هيبرنيان في موسم 1993–94 ليلعب معه أربعة مواسم، مشاركًا في 151 مباراة ولم يسجل أي هدف أيضًا.

## روابط خارجية
- جيم لايتون على موقع IMDb (الإنجليزية)

- جيم لايتون على موقع الاتحاد الدولي (مؤرشف)  (الإنجليزية)
- جيم لايتون على موقع الاتحاد الإسكتلندي (الإنجليزية)
- جيم لايتون على موقع قاعدة بيانات كرة القدم.إي يو (الإنجليزية)
- جيم لايتون على موقع ناشيونال فوتبول تيمز (الإنجليزية)
- جيم لايتون على موقع Soccerbase.com (لاعب) (الإنجليزية)
- جيم لايتون على موقع عالم كرة القدم.نت (الإنجليزية)